# Рибалочка-крихітка філіпінський
Рибалочка-крихітка філіпінський (Ceyx melanurus) — вид сиворакшоподібних птахів родини рибалочкових (Alcedinidae). Ендемік Філіппін.

## Опис

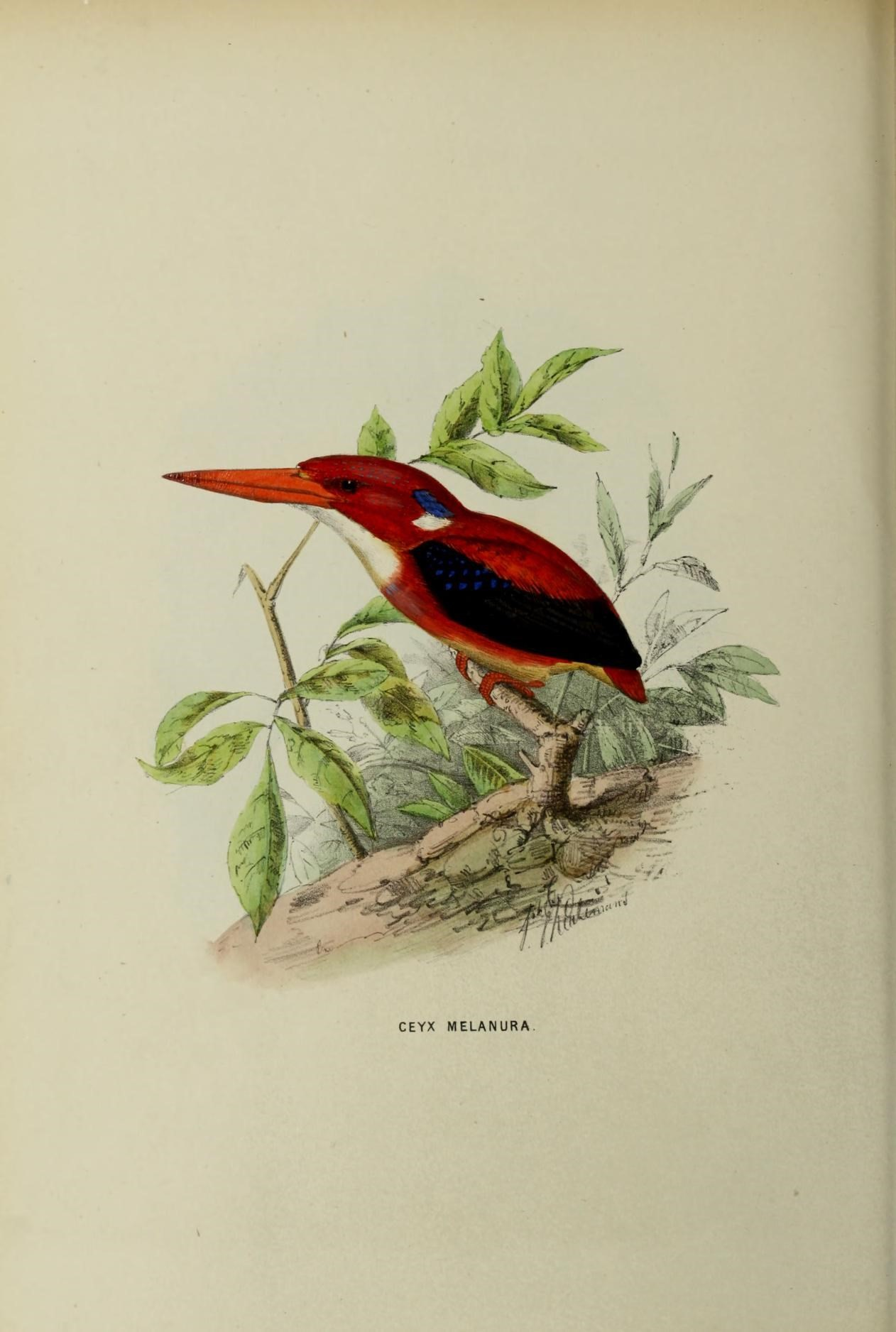
Філіпінський рибалочка-крихітка

Довжина птаха становить 12 см. Скроні. тім'я, груди і надхвістя червонувато-пурпурове, горло і живіт білі, на шиї з боків синьо-білі плями, крила чорнувато-сині, на спині чорний V-подібний візерунок. Дзьоб і лапи червоні.

## Підвиди
Виділяють три підвиди:
- C. m. melanurus (Kaup, 1848) — острови Лусон, Полілло, Алабат[en], Катандуанес (північ Філіппінського архіпелагу);
- C. m. samarensis Steere, 1890 — острови Самар і Лейте (Східні Вісаї);
- C. m. platenae Blasius, W, 1890 — острови Мінданао і Басілан (південь Філіппінського архіпелагу).

Деякі дослідники виділяють підвид C. m. platenae у окремий вид Ceyx mindanensis.

## Поширення і екологія
Філіпінські рибалочки-крихітки живуть в підліску вологих рівнинних тропічних лісів, на висоті до 750 м над рівнем моря.

## Збереження
МСОП класифікує цей вид як вразливий. За оцінками дослідників, популяція філіпінських рибалочок-крихіток становить від 15 до 30 тисяч птахів. Їм загрожує знищення природного середовища.